# Streptosyllis cryptopalpa
Streptosyllis cryptopalpa är en ringmaskart som beskrevs av Hartmann-Schröder 1960. Streptosyllis cryptopalpa ingår i släktet Streptosyllis och familjen Syllidae. Inga underarter finns listade i Catalogue of Life.